# Anna Coleman Ladd
Anna Coleman Watts Ladd est une sculptrice américaine, responsable de l'atelier de fabrication de masques de la Croix-Rouge à Paris pendant la Première Guerre mondiale. Elle a travaillé avec les « gueules cassées », des hommes dont le visage était en partie détruit par des éclats d'obus, des balles ou des lance-flammes.

## Biographie
Elle s'inspire du Tin Noses Shop (« Magasin de nez en étain ») à Londres en 1917, fabriquant des masques pour les soldats mutilés britanniques. Ladd ouvre un atelier à Paris, pour la fabrication de masques pour les soldats mutilés. Elle faisait un moule en plâtre du visage de son sujet, remplissant les parties manquantes, puis galvanisait le résultat dans le cuivre. Après des raccords et des ajustements répétés, ce qui pouvait durer plusieurs semaines, Ladd positionnait le masque sur le visage de son sujet, puis appliquait un masque qu'elle peignait ensuite selon la couleur de la peau de l'homme.
Avec la sculptrice Jane Poupelet, elle eut son atelier au no 70 bis rue Notre-Dame-des-Champs (6e arrondissement de Paris), le Studio for Portrait Masks (fin 1917-1920).

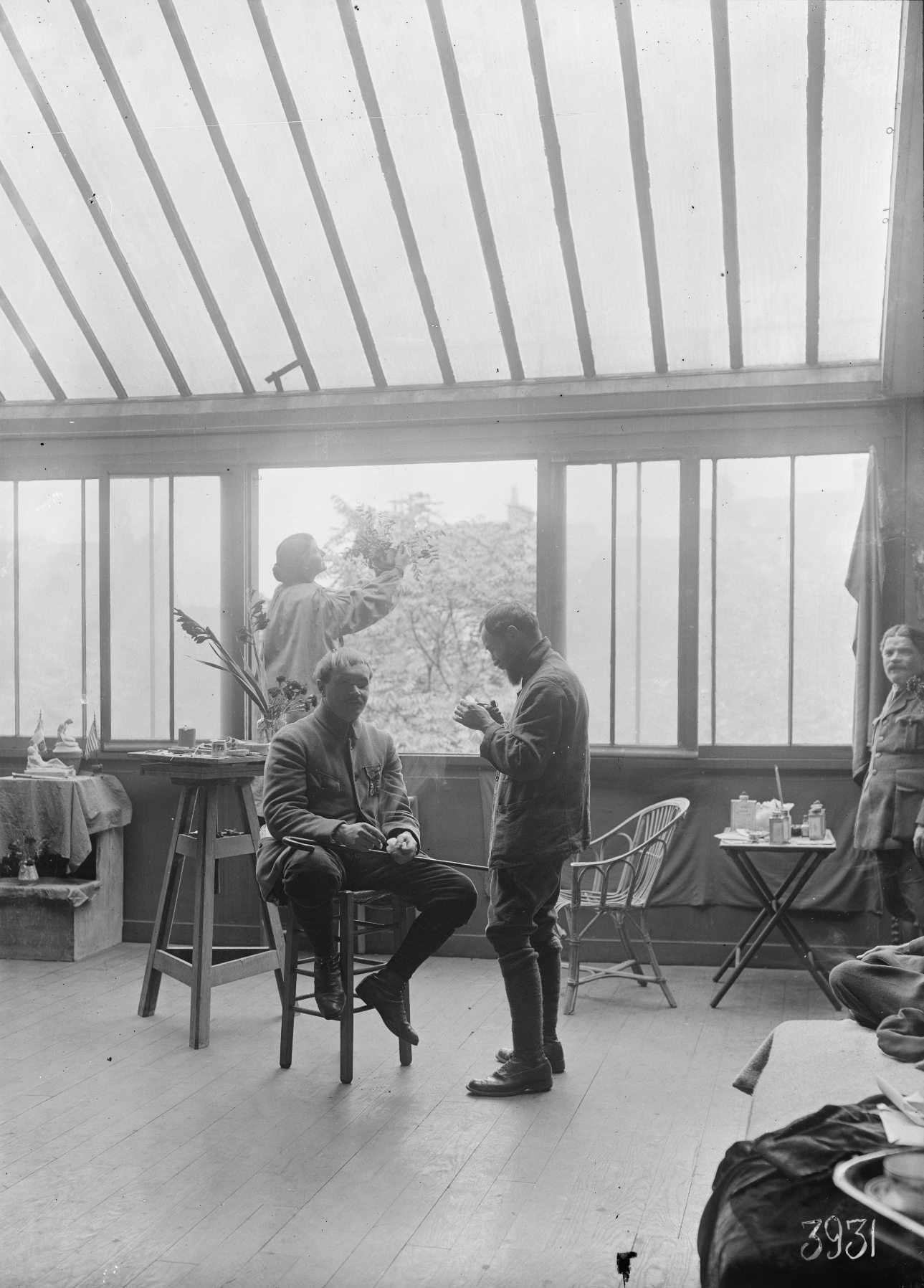
Anna Coleman Ladd, et les autres sculpteurs de l'Atelier des Masques, au 70 bis rue notre Dame des Champs.

Ses services lui ont valu la Légion d'honneur avec croix du chevalier et l'ordre serbe de Saint Sava.
Anna Coleman Ladd a eu deux enfants, Gabriella May Ladd et Vernon Abbott Ladd.

## Distinctions

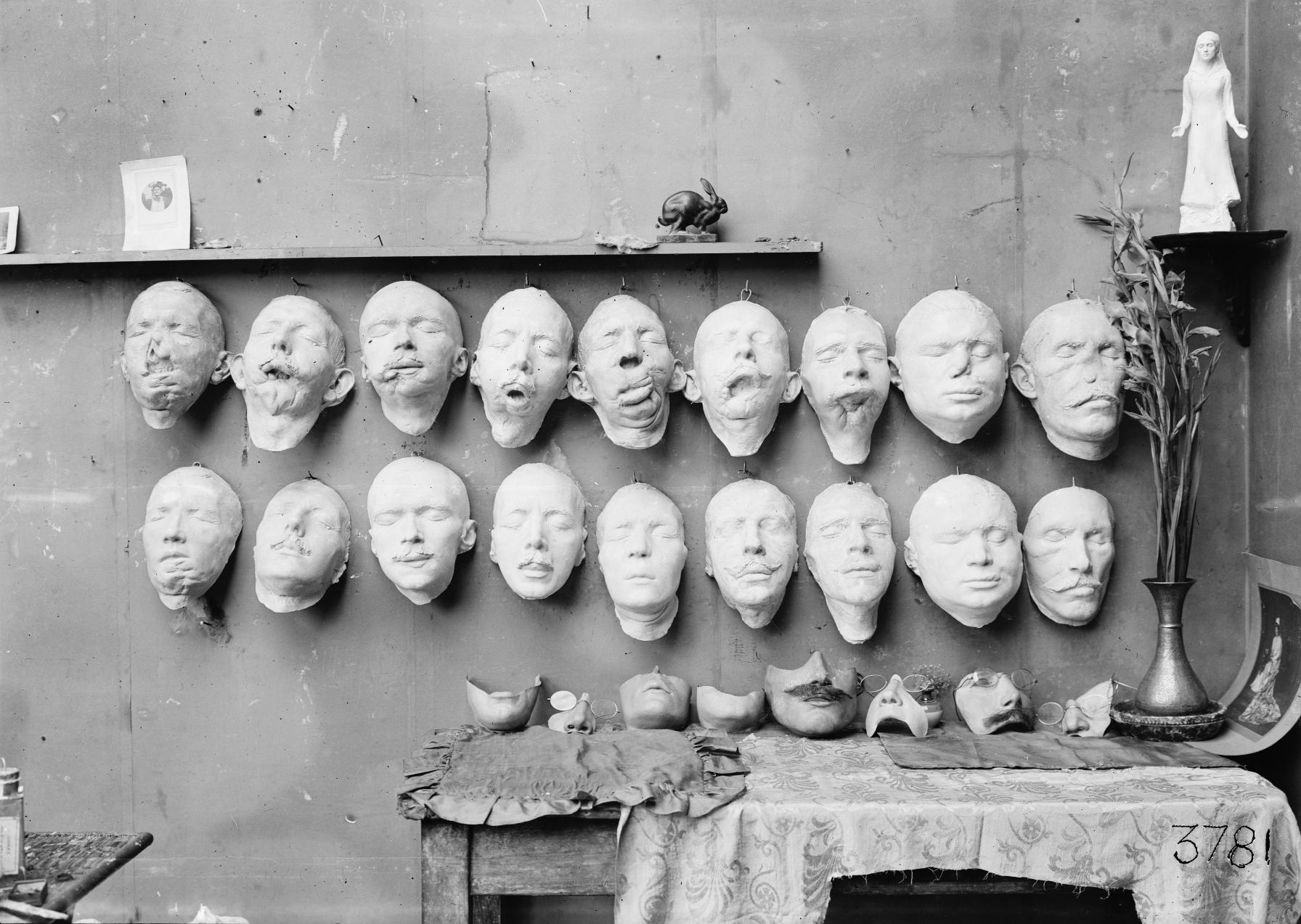
Atelier des Masques

- Chevalière de la Légion d'honneur (1932)

## Annexe

### Documentaire
- Fabien Béziat, Hugues Nancy (réalisateurs), Elles étaient en guerre. 1914-1918, 5 novembre 2014 [DVD].